# Aleja Jana Nowaka-Jeziorańskiego
Aleja Jana Nowaka-Jeziorańskiego – jedna z głównych arterii komunikacyjnych Górnośląskiego Okręgu Przemysłowego, stanowiąca część jego Północnej Obwodnicy. Na odcinku od autostrady A4 do węzła z Drogową Trasą Średnicową i od węzła z autostradą A1 do drogi krajowej nr 94 stanowi fragment drogi krajowej nr 88, zaś od Drogowej Trasy Średnicowej do węzła z ulicą Tarnogórską w Gliwicach jest częścią drogi krajowej nr 78. Łączy autostradę A4 (węzeł Kleszczów) z drogą wojewódzką nr 911 (koło węzła Piekary Śląskie autostrady A1). Jest bezkolizyjna na prawie całej swojej długości, a na odcinku od węzła z Zachodnią Obwodnicą Gliwic do węzła z drogą krajową nr 94 posiada po dwa pasy ruchu w obu kierunkach.
Aleją długości kursują autobusy na zlecenie Zarządu Transportu Metropolitalnego (ZTM).

## Przebieg
Aleja rozpoczyna się jako część drogi krajowej nr 88 na węźle Kleszczów autostrady A4. Przebiega przez podstrefę gliwicką Katowickiej Specjalnej Strefy Ekonomicznej i fabrykę Opla. Następnie krzyżuje się z Zachodnią Obwodnicą Gliwic, Drogową Trasą Średnicową, drogą wojewódzką nr 901 i drogą krajową nr 78. Na granicy Gliwic i Zabrza krzyżuje się z autostradą A1 (węzeł Gliwice Wschód), a także umożliwia zjazd na ulicę Chorzowską w Gliwicach i ulicę Wolności w Zabrzu. W Zabrzu krzyżuje się z ulicą plutonowego Ryszarda Szkubacza (pod Centrum handlowym M1), aleją Wojciecha Korfantego (tylko jezdnia północna), drogą wojewódzką nr 921 i ulicą Ziemską. W Bytomiu posiada węzeł przy Centrum handlowym Atrium Plejada. Na węźle z drogą krajową nr 94 kończy się droga krajowa nr 88. Aleja następnie krzyżuje się z ulicą Celną, drogą krajową nr 11, ulicą Dworską oraz Wawrzyńca Hajdy, a po skrzyżowaniu z ulicą Zofii Nałkowskiej kończy swój bieg na granicy z Piekarami Śląskimi. Kilometr dalej ulica Podmiejska w Piekarach Śląskich, będąca przedłużeniem alei, łączy się z drogą wojewódzką nr 911 niedaleko węzła Piekary Śląskie autostrady A1.

## Historia
W latach 30. XX wieku, odcinek dzisiejszej alei Jana Nowaka-Jeziorańskiego od węzła z autostradą A4 do węzła z drogą krajową nr 94, został wybudowany jako Reichsautobahn nr 29. W czasach PRL nosiła oznaczenie drogi międzynarodowej E22. W latach 1985 – 2005 znajdowała się w ciągu drogi krajowej nr 4 i trasy europejskiej E40. W wyniku reformy sieci drogowej w 2000 roku arteria otrzymała oznaczenie drogi krajowej nr 88. Budowa odcinka od węzła z drogą krajową nr 94 do węzła z ul. Celną, wraz z przebudową obu tych węzłów, rozpoczęła się 9 listopada 2010, a zakończyła się 25 sierpnia 2012 r. Końcowy odcinek od ul. Celnej do granicy z Piekarami Śląskimi został zbudowany przed nim – roboty rozpoczęły się 5 kwietnia 2006 r., a zakończyły się 5 września 2008 r.